# Musée d’art moderne et contemporain (Genf)
Das Musée d’art moderne et contemporain (MAMCO, Museum für moderne und zeitgenössische Kunst) ist ein seit 1973 geplantes und 1994 in einem eigenen Gebäude eröffnetes Kunstmuseum in Genf. Es befindet sich in einem ehemaligen Industriegebäude in der rue des Vieux-Grenadiers 10 im Genfer Stadtteil Plainpalais.

## Geschichte
Seit 1973 war die AMAN (Association pour un Musée d’Art Moderne) bestrebt, in Genf ein Museum für moderne und zeitgenössische Kunst zu gründen. Erst am 22. September 1994 konnte das Museum am heutigen Standort eröffnet werden. Erster Direktor war Christian Bernard, der zum Jahreswechsel 2015/2016 von Lionel Bovier abgelöst wurde. Chefkuratorin und von 1999 bis 2017 stellvertretende Direktorin war Françoise Ninghetto. Die AMAN hatte sich mit der Eröffnung Association des amis du MAMCO (Vereinigung der Freunde des MAMCO) genannt und umfasst heute etwa 1000 Mitglieder. Seit dem 1. Januar 2005 wird das Museum von FONDAMCO getragen, einer Stiftung öffentlichen Rechts, an der die Museumsstiftung, die Stadt und der Kanton Genf beteiligt sind.

## Standort
Das Museum befindet sich in einer stillgelegten Fabrik für wissenschaftliche Instrumente, die heute als Bac (Bâtiment d’art contemporain) bezeichnet wird. Dort befinden sich auch die Kunstgalerie Centre d’art contemporain Genève (CAC), das seit 2010 mit dem Centre pour l’Image Contemporaine (CIC) vereinigt ist und die Kunststiftung der Stadt Genf Fonds municipal d’art contemporain de la Ville de Genève (FMAC).
Das Gebäude, in dem sich das MAMCO heute befindet, war ein Standort der SIP (Société genevoise d’instruments de physique), die 1862 von Auguste de la Rive und Marc Thury gegründet wurde. Aufgrund wirtschaftlicher Engpässe verkaufte die SIP ab 1983 staffelweise die Immobilien. Die Räumlichkeiten von Plainpalais stiessen auf das Interesse von Kulturschaffenden. Schliesslich kaufte 1987 die Stadt Genf Teile der Immobilie, um einen Raum für Kulturausstellungen im Zentrum der Stadt zu schaffen. Architektonisch wurde am Haus nur wenig verändert, nicht nur aus finanziellen Gründen, sondern weil Christian Bernard den ursprünglichen Raum in seiner Form möglichst beibehalten wollte. Das Logo des MAMCO visualisiert, mit den graphisch dargestellten Linien zwischen den Buchstaben, heute noch die Geschichte der Entwicklung von Messgeräten an diesem Standort.

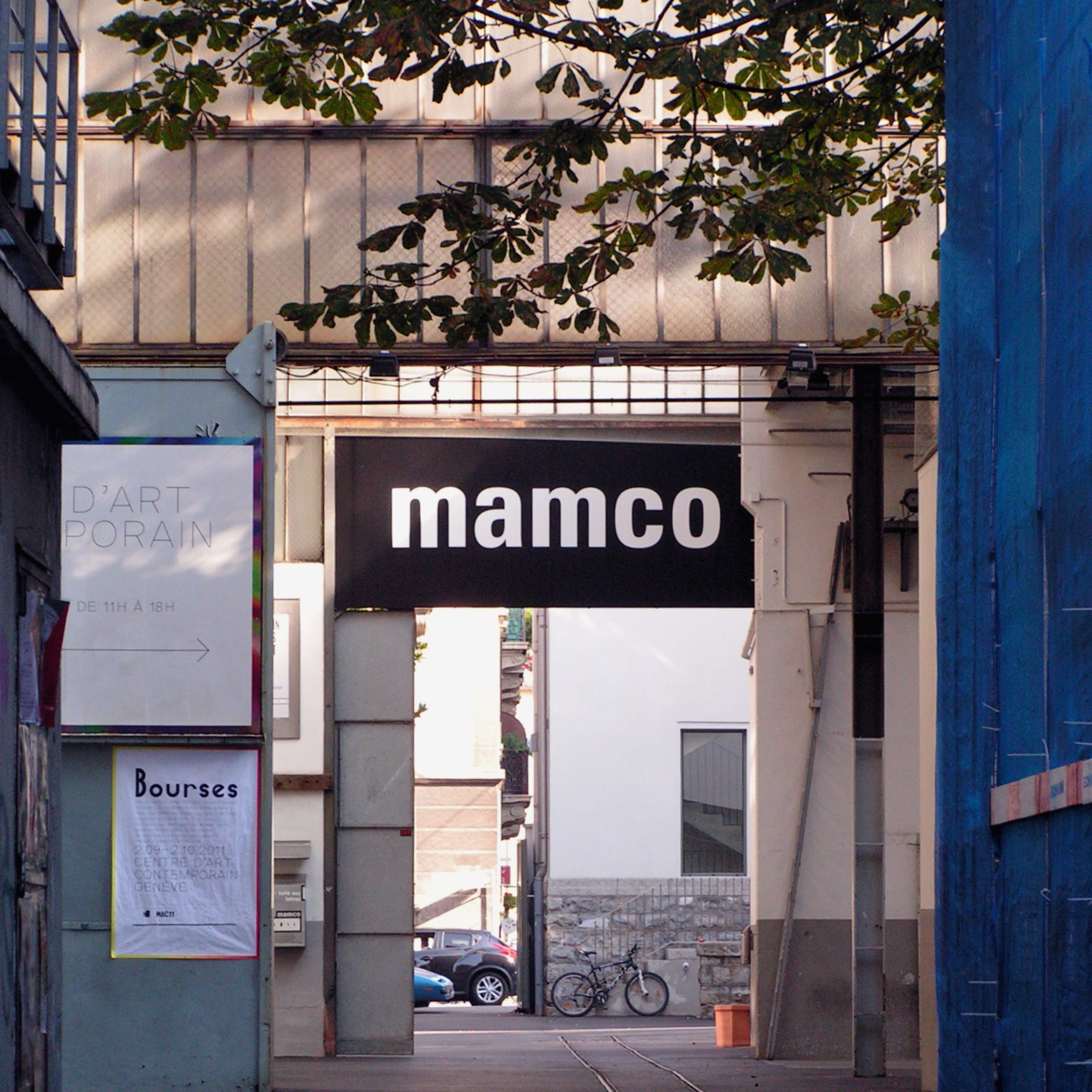
MAMCO Genf, Haupteingang
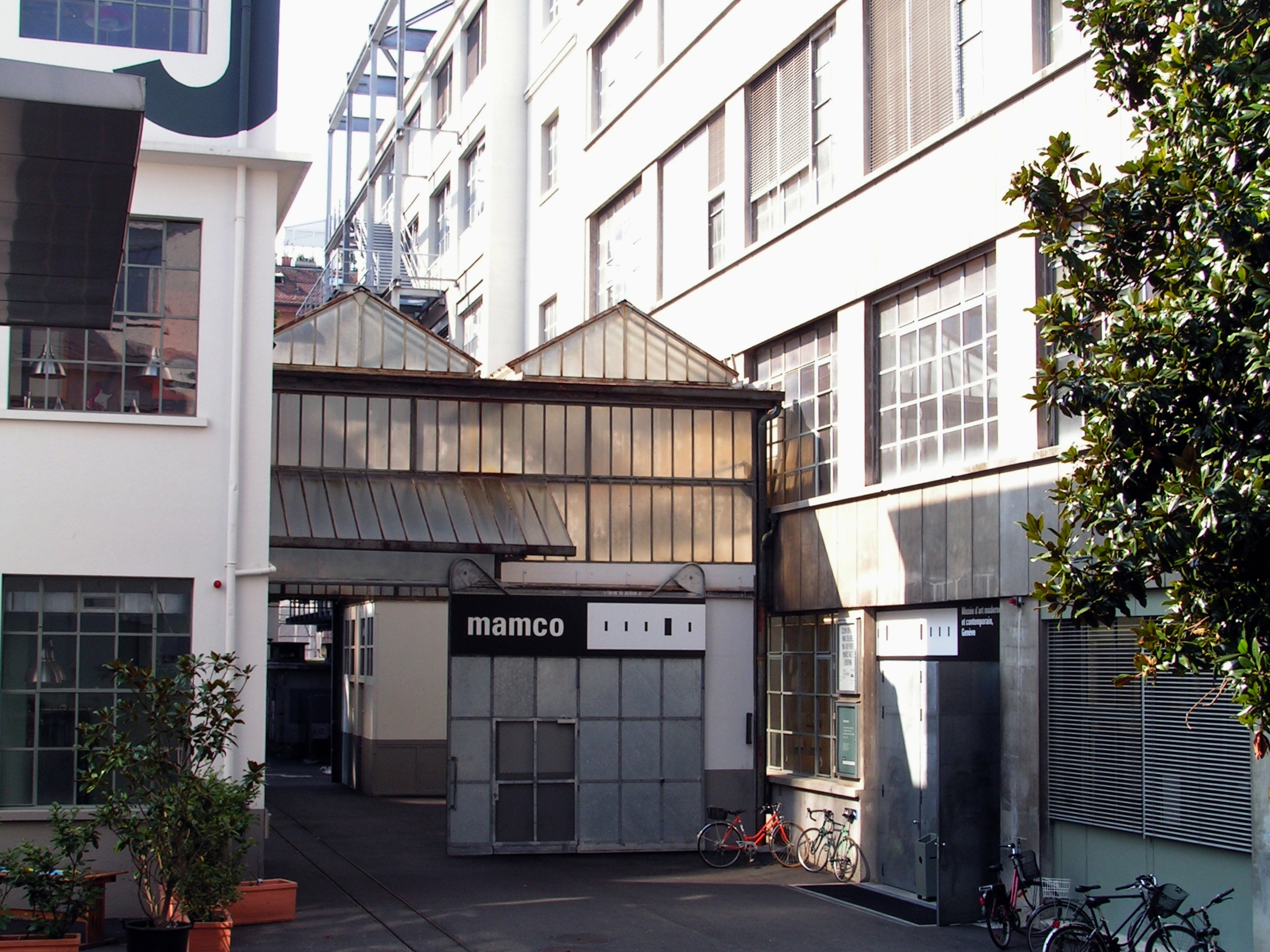
MAMCO Genf, Innenhof

## Sammlung
In den letzten 20 Jahren wurden mehr als 600 Ausstellungen realisiert. Die Sammlung umfasst 2'000 Werke moderner und zeitgenössischer Kunst und wird auf vier Etagen und 3'500 m² präsentiert:
- 1. Stock: Kunst der 1990er und 2000er Jahre
- 2. Stock: Kunst der 1980er und 1990er Jahre
- 3. Stock: Kunst der 1960er und 1970er Jahre

Der 4. Stock ist Sonderausstellungen vorbehalten, die etwa alle vier Monate stattfinden.
Beispiele aus der Sammlung
- Siah Armajani, Dictionary for Building, 1974–1975
- Robert Filliou, Eins. Un. One…, 1984
- Martin Kippenberger, Moma’s Project avec des œuvres de Lukas Baumewerd, Hubert Kiecol, Christopher Wool, Michael Krebber, Ulrich Strothjohann
- Claudio Parmiggiani, Luce, luce, luce, 1968 (1995)
- Claude Rutault, L’Inventaire
- Sarkis, L’Atelier depuis 19380
- L’Appartement, die Wohnung, die der Kunstkritiker Ghislain Mollet-Viéville 1975–1991 bewohnte

Das Museum und die Städtische Sammlung zeitgenössischer Kunst sind jeweils in das Schweizerische Inventar der Kulturgüter von nationaler Bedeutung (Kategorie A) eingetragen.